# Рыхлевский, Андрей Иванович
 Андре́й Ива́нович Рыхле́вский  (1783—1830) — государственный деятель Российской империи, губернатор Олонецкой и Вятской губерний; действительный статский советник.

## Биография
Родился в 1783 году в Сибири в семье чиновника, из мелкопоместных дворян.
В службе находился с 1792 года, когда был записан в Совестный суд Колыванской губернии; около 1795 года был переведён в штат Тобольского гражданского губернатора.
В 1803—1810 годах работал в ведомстве Министерства внутренних дел; в 1808 году был произведён в коллежские асессоры и в 1810 году перешёл в Департаменте полиции. В 1811—1815 годах — советник Рязанского губернского правления.
В 1816—1820 годах — чиновник особых поручений, правитель канцелярии наместника в Грузии генерала А. П. Ермолова. В 1817 году участвовал, в звании комиссара, в Персидском посольстве Ермолова, заведуя денежными суммами и подарками, предназначавшимися для шаха. В 1818—1820 годах он участвовал в военных походах в Грузии, в 1819 году был в сражении при защите крепости Внезапной от нападений черкесов.
В 1821 году, уже в чине статского советника, был назначен Олонецким губернатором. В 1825—1830 годах — Вятский губернатор, с 1826 года — действительный статский советник; 24 февраля 1829 года награждён орденом Св. Анны 1-й степени.
В январе 1830 года был назначен начальником медицинского департамента Министерства внутренних дел.
Умер 3 (15) декабря 1830 года. Похоронен на Волковском православном кладбище. Могила утрачена.

## Семья
Жена Елена Павловна, урожд. Лошкарёва (1802—10.12.1875). Их дети:
- Павел (1827—25.5.1883), действительный статский советник; похоронен в селе Воробьёво Кашинского уезда[2]
- Иван (1828—1900), действительный статский советник (с 14.01.1874), управляющий Гродненской казённой палатой[3].
- Августа (1830—1891), в замужестве Цейдлер, детская писательница